# エリーザベト・フォン・アンハルト＝デッサウ
エリーザベト・フォン・アンハルト＝デッサウ（Elisabeth Marie Friederike Amelie Agnes von Anhalt-Dessau, 1857年9月7日 - 1933年7月20日）は、メクレンブルク＝シュトレーリッツ大公アドルフ・フリードリヒ5世の妃。
エリーザベトは、アンハルト公フリードリヒ1世と妃アントイネッテ・フォン・ザクセン＝アルテンブルクの長女として、ヴェルリッツ（現：ザクセン＝アンハルト州）で生まれた。
1877年4月、当時大公世子だったアドルフ・フリードリヒとデッサウで結婚。4子をもうけた。
- マリー（1878年 - 1948年）
- ユッタ（1880年 - 1946年） - モンテネグロ王ニコラ1世の王太子ダニーロの妃。
- アドルフ・フリードリヒ（1882年 - 1918年）
- カール・ボルヴィン（1888年 - 1908年）